# Mirosław Rzepkowski
Mirosław Rzepkowski (* 19. Juni 1959 in Breslau) ist ein ehemaliger polnischer Sportschütze.

## Erfolge
Mirosław Rzepkowski nahm an den Olympischen Spielen 1996 in Atlanta im Skeet teil. Mit 123 Punkten gelang ihm die Qualifikation für das Finale, in dem er alle 25 Ziele traf und so auf eine Gesamtpunktzahl von 148 Punkten kam. Damit blieb er einen Punkt hinter Ennio Falco, der mit 149 Punkten einen neuen Olympiarekord aufstellte, und vor Andrea Benelli, der wie Ole Riber Rasmussen 147 Punkte erzielte. Rzepkowski erhielt als Zweitplatzierter somit die Silbermedaille.